# Змии и стълби
„Змии и стълби“ е древна индийска настолна игра, смятана днес като световнопризната класика. Играе се с двама или повече играчи на дъска с решетка с последователно номерирани квадратчета. Известен брой „стълби“ и „змии“ са нарисувани на дъската, всяка от които свързва две определени квадратчета от дъската. Целта на играта е по дъската да се придвижват пионки в съответствие с показанията на зар, подпомагани и възпрепятствани, съответно, от стълбите и змиите. Победител е играчът чиято пионка първа стъпи на последното квадратче.
Играта е състезателна и разчита изцяло на късмета, популярна е сред малки деца. Историческата версия съдържа поуки, като напредването на играча по дъската е представено като пътешествие, свързано с неговите добродетели (стълбите) и пороци (змиите).

## Правила
Всеки играч има пионка, която започва играта от началното квадратче (обикновено със стойност „1“ или празно квадратче непосредствено преди него). Играчите се редуват да хвърлят зар и придвижват пионката си напред с толкова квадратчета, колкото е показанието на зара. Квадратчетата на дъската са последователно номерирани подобно на бустрофедон, така че през всяко квадратче се минава само по веднъж. Ако при завършване на хода, пионката на играча попадне върху квадратче съдържащо края на стълбата с по-малък номер, играчът трябва да премести пионката си „нагоре“ по стълбата до другия край, където тя стъпва върху квадратче с по-голям номер. Ако пионката на играча попадне върху квадратче съдържащо края на змията с по-голям номер, играчът трябва да премести пионката си „надолу“ по змията до другия край, където тя стъпва върху квадратче с по-малък номер.
Ако играчът хвърли зар с показание „6“, той има право, след като завърши хода си, да хвърли втори път; в противен случай ред да играе има следващият играч. Играчът, който първи отведе пионката си до последното квадратче на дъската, е победител.
Една вариация на играта изисква играчът да хвърли точно определено показание на зара, за да може да достигне финалното квадратче. В зависимост от вариацията, ако показанието на зара е по-голямо играчът може да пропусне ход, чакайки подходящ зар, или може да достигне финалното квадратче.